# Toyota Hilux SW4

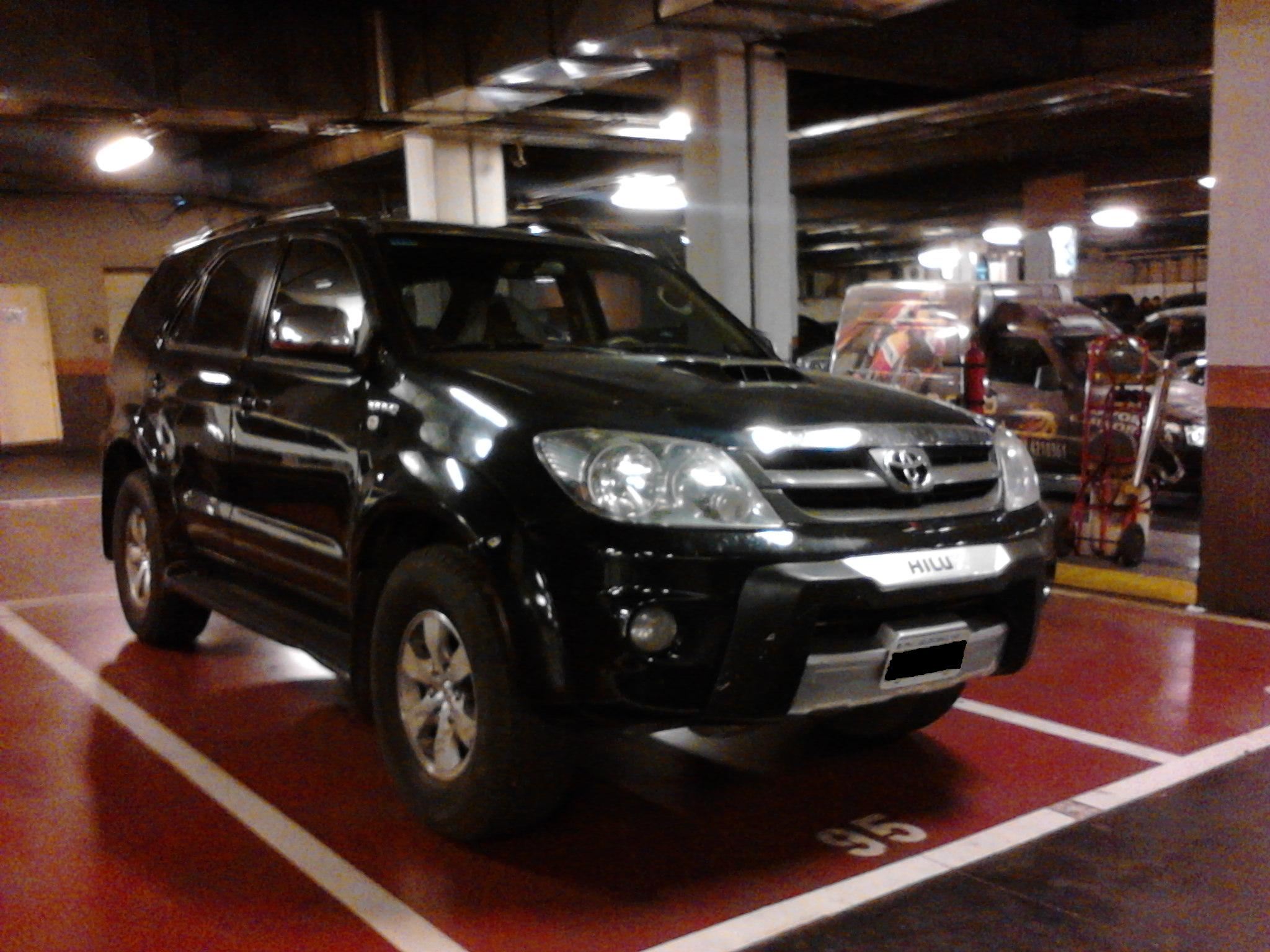

Der Toyota Hilux SW4 ist ein SUV, das der japanische Automobilhersteller Toyota im Argentinischen Zárate für einige Märkte in Südamerika herstellt.
Die erste Generation war baugleich mit dem Toyota 4Runner (N180), die zweite mit der ersten Generation des Toyota Fortuner. Er wurde 2011 durch den Toyota SW4 abgelöst, der weiterhin auf dem Toyota Fortuner basiert.